# Bert van Oostveen
Bert van Oostveen (Amstelveen, 30 oktober 1970) is een Nederlands sportbestuurder.
Van Oostveen studeerde politicologie en bestuurskunde aan de Vrije Universiteit Amsterdam en specialiseerde zich daarna in personeelswetenschappen. Hij werkte vervolgens voor de CDU in Bonn en bij de personeelsvereniging van KLM.
In 1996 trad hij in dienst bij de KNVB. Hij werd daar onder meer manager competitiezaken en trad bij verschillende Europese en Wereldkampioenschappen op als projectleider en was delegatieleider bij het WK 2014 in Brazilië. Van Oostveen was van 2010 tot en met 2016 bestuursvoorzitter en directeur betaald voetbal bij de KNVB. In deze hoedanigheid volgde hij Henk Kesler op. Tussen 2012 en 2017 was hij tevens secretaris-generaal van de voetbalbond en was onder meer een van de drijvende krachten achter de realisatie van de nieuwe KNVB Campus. 
Van Oostveen was ook toernooidirecteur voor het Europees kampioenschap voetbal vrouwen 2017 dat in Nederland plaatsvond. Hij zat tevens in diverse UEFA commissies, was delegate voor onder meer Champions Leaguewedstrijden en was bestuurslid van de stichting Eredivisievrouwen en de Women's Beneleague. Daarnaast was hij bestuursvoorzitter en later nog lid van de raad van advies van het Universitair Centrum voor Sportgeneeskunde. 
Vanaf 1 december 2017 is Van Oostveen directeur-bestuurder van Kenniscentrum Sport en Bewegen. Ook is hij sinds 2020 lid van de raad van toezicht van het Longfonds en heeft hij zitting in een landelijke commissie die aanbevelingen doet over een toekomstbestendige organisatie en financiering van de sportsector.